# Quaoar
(50000) Quaoar (kwa-war uitgesproken) is een planetoïde van het type cubewano in de Kuipergordel op 6,5 miljard km van de zon. De planetoïde werd op 4 juni 2002 ontdekt door Michael Brown en Chadwick Trujillo van het California Institute of Technology. De planetoïde bevond zich op foto's gemaakt door de Samuel Oschintelescoop van de Palomarsterrenwacht (San Diego) en kreeg de voorlopige naam 2002 LM60. Quaoar is ongeveer half zo groot als Pluto en was het grootste nieuwe object dat in het zonnestelsel is ontdekt tussen Pluto in 1930 en Sedna in november 2003. Quaoars baan om de zon is veel minder excentrisch dan de baan van Pluto en helt ook minder (Quaoar 8 graden, Pluto 17 graden). Quaoar heeft (net als Saturnus) een ring; iets dat volgens de huidige inzichten in de zwaartekrachttheorie eigenlijk niet zou kunnen
Quaouar heeft een maantje, Weywot, ontdekt in 2006. 
In juli en augustus 2002 maakten Brown en Trujillo foto's van Quaoar met de nieuwe Advanced Camera for Surveys (ACS) van de Ruimtetelescoop Hubble. Deze ACS-camera heeft een zeer grote beeldscherpte, waardoor Quaoar niet te zien was als een punt, maar als meerdere beeldpunten. Hierdoor kon de diameter bepaald worden op ongeveer 1250 km. Met de diameter bekend kon het albedo (terugkaatsingsvermogen van licht) berekend worden: twaalf procent van het opvallende licht wordt weerkaatst. Dit is een hoge waarde, als de TNO's ook zoveel licht terugkaatsen zijn hun afmetingen waarschijnlijk overschat. Later is de diameter van Quaoar gecorrigeerd naar ongeveer 1110 km.

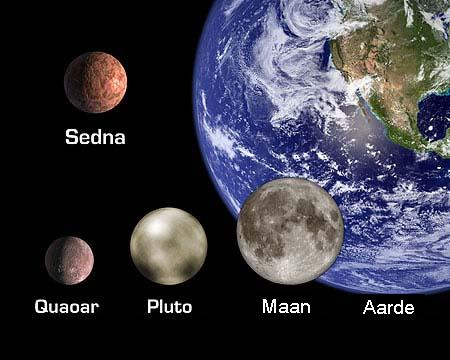
Afmetingen t.o.v. aarde

## Baan
Nadat Quaoar gevonden was werd onderzocht of Quaoar voorkwam op oude sterrenfoto's. Men vond Quaoar op foto's van 5 augustus 2001, 14 juni 2001, 1 augustus 1997, 17 mei 1983, 8 mei 1956 en 25 mei 1954. Hierdoor kon de bijna cirkelvormige baan van Quaoar nauwkeurig berekend worden.

## Naamgeving
De ontdekkers Brown en Trujillo hebben de naam ontleend uit de taal van de Tongvastam die in de omgeving van het huidige Los Angeles woonde. Het is de naam van de scheppingsgod van de Tongva-indianen die in het gebied leefden waar zich nu de Palomarsterrenwacht bevindt. Volgens een legende van de Tongva daalde Quaoar neer uit de hemel, zorgde voor orde in de chaos, bouwde de wereld op de ruggen van zeven reuzen, schiep de lagere diersoorten en ten slotte ook de mens. De Tongva mochten ook de naam kiezen voor het maantje van Quaoar en zij kozen Weywot, de zoon van Quaoar.

De IAU, de Internationale Astronomische Unie, benoemt de Kuipergordelobjecten naar scheppingsgoden uit verschillende culturen.

## Ring

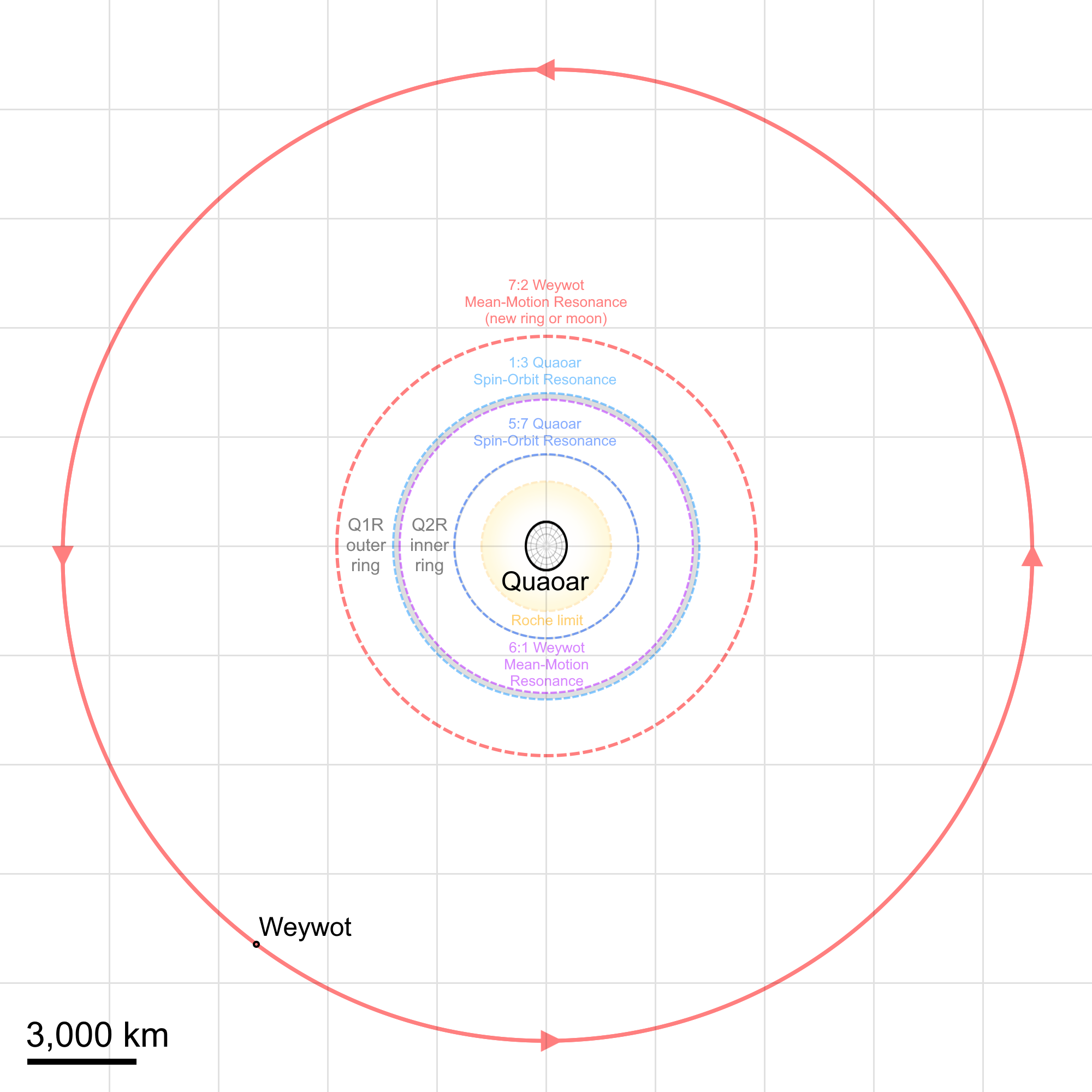
Quaoar, ring en Weywot

In 2023 werd ontdekt dat Quaoar een ring heeft. De ring staat bovendien verder van Quaoar dan volgens de huidige theorieën mogelijk is. Die theorie behelst dat er een limiet is aan de diameter van ringsystemen. Buiten deze zgn. Rochelimiet zou een ring door getijdekrachten instabiel zijn en uit elkaar vallen; de stukken zouden dan geleidelijk samenkomen en zouden (in het geval van Quaoar) binnen 10-20 jaar een maantje vormen. Maar de ring van Quaoar heeft een diameter van 4000 km, 7,4 x de straal van Quaoar zelf en dat is ruim buiten de Rochelimiet, die hier op ca. 1800 km afstand zou liggen. De ring lijkt ook ongelijk te zijn. Op sommige plaatsen lijkt hij erg dun, een paar kilometer breed, terwijl hij elders meer dan een paar honderd kilometer breed kan zijn. De ringdeeltjes zouden, indien verzameld, een maan vormen van ongeveer 5 kilometer breed, aldus Dr. Morgado, een van de ontdekkers.

Het bestaan van de ring kan dus niet worden verklaard; al wordt gespeculeerd dat verstoringen in Quaoar's zwaartekrachtveld, veroorzaakt door het maantje Weywot daar een rol bij kunnen spelen. De kwestie is niet triviaal: astronomen wijzen erop dat begrip over het samenklonteren - of het niet-klonteren - van brokstukken en deeltjes in het heelal de sleutel is tot het begrijpen van het proces van planeetvorming en dus van het begin van het zonnestelsel.

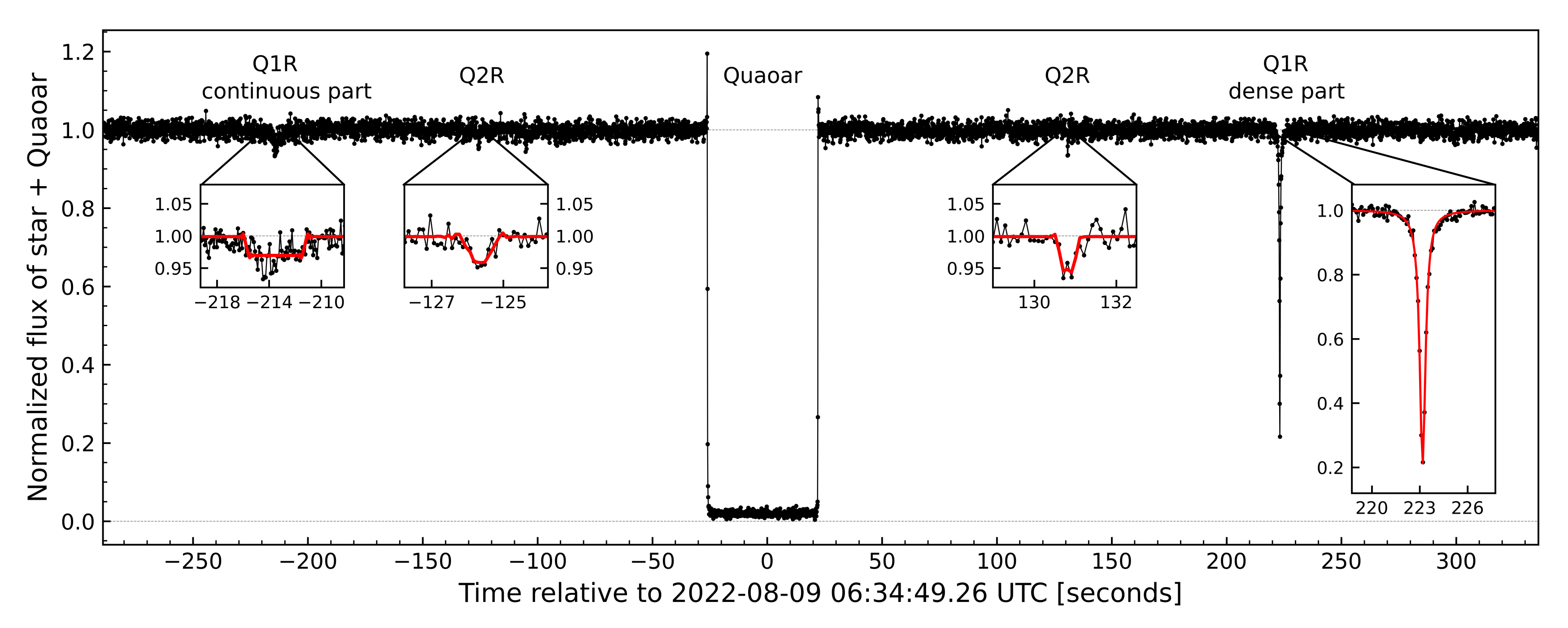
Lichtkromme van de occultatie van een ster door Quaoar en zijn ringen

De ring is niet met telescopen zichtbaar en het bestaan ervan is afgeleid uit indirecte waarnemingen. Daarvoor wachtten astronomen tot Quaoar voor een ster langs zou trekken, en dus als het ware van achteren door zo'n ster werd beschenen. Daarvoor moesten de telescoop, Quaoar en zo'n ster precies in een rechte lijn achter elkaar liggen. Door op zo'n moment zeer precies de helderheid van die ster te meten zagen zij dat die helderheid vlák voor en vlák na het passeren van Quaoar een 'dipje' toonde, wat alleen zou kunnen worden verklaard door aan te nemen dat een ring om de planetoïde de ster 2x kort verduisterde.

## Classificatie
Op 24 augustus 2006 is besloten door IAU dat Quaoar niet de status van planeet kreeg. Er was voorgesteld om voor dergelijke objecten de naam plutino of mesoplaneet te gebruiken. De officiële status van Quaoar is echter planetoïde.